# Oxacis sericea
Oxacis sericea är en skalbaggsart som beskrevs av Horn 1870. Oxacis sericea ingår i släktet Oxacis och familjen blombaggar. Inga underarter finns listade i Catalogue of Life.